# Étrille

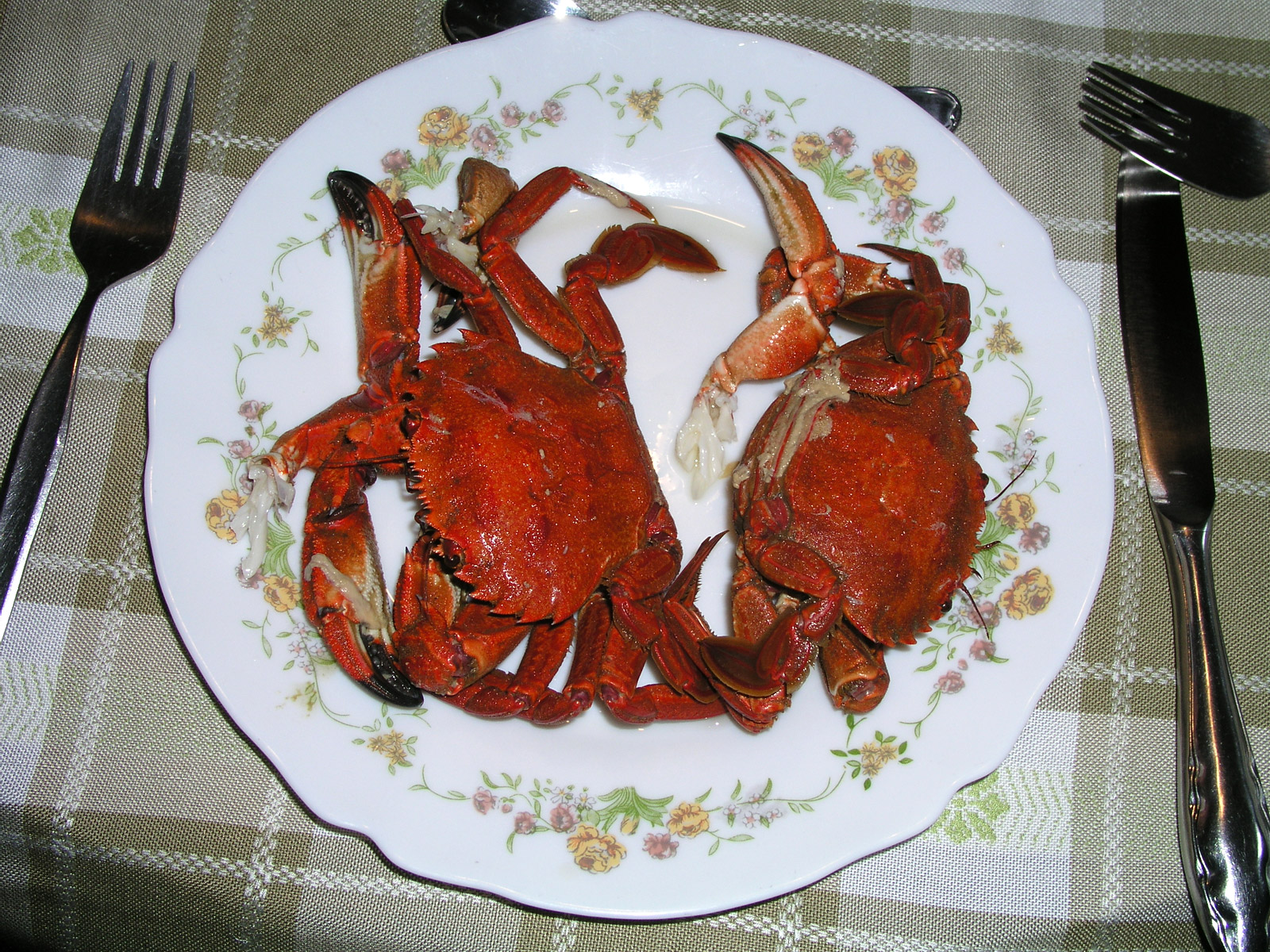
Assiette d'étrilles cuites

Necora puber
Pour les articles homonymes, voir Étrille (homonymie).
Genre
Espèce
L'étrille (Necora puber) est une espèce de crabes de la famille des Polybiidae (ou des Macropipidae selon les classifications), et la seule du genre monotypique Necora.

## Description
L'étrille se caractérise essentiellement par sa dernière paire de péréiopodes, transformée en véritable paire de pattes natatoires par un aplatissement de l'avant-dernier article en « rame » et le dernier (le dactyle) en palette natatoire arrondie, ce qui leur permet de nager plutôt efficacement, si bien que cette espèce mène une vie à peu près exclusivement pélagique. Sa carapace trapézoïdale, assez plate, mesure entre 7 et 15 cm de large ; elle est recouverte dorsalement d'une fine pubescence. La région frontale de la carapace est découpée en 7 à 10 dents de longueur inégale.
Les yeux de l'étrille sont d'un rouge typique de l'espèce, tandis que la couleur du corps varie du marron au noir. Les pinces ont des reflets bleuâtres et des aspérités sur leurs bords internes. L'étrille utilise ses pinces munies de dents pointues pour découper sa nourriture.

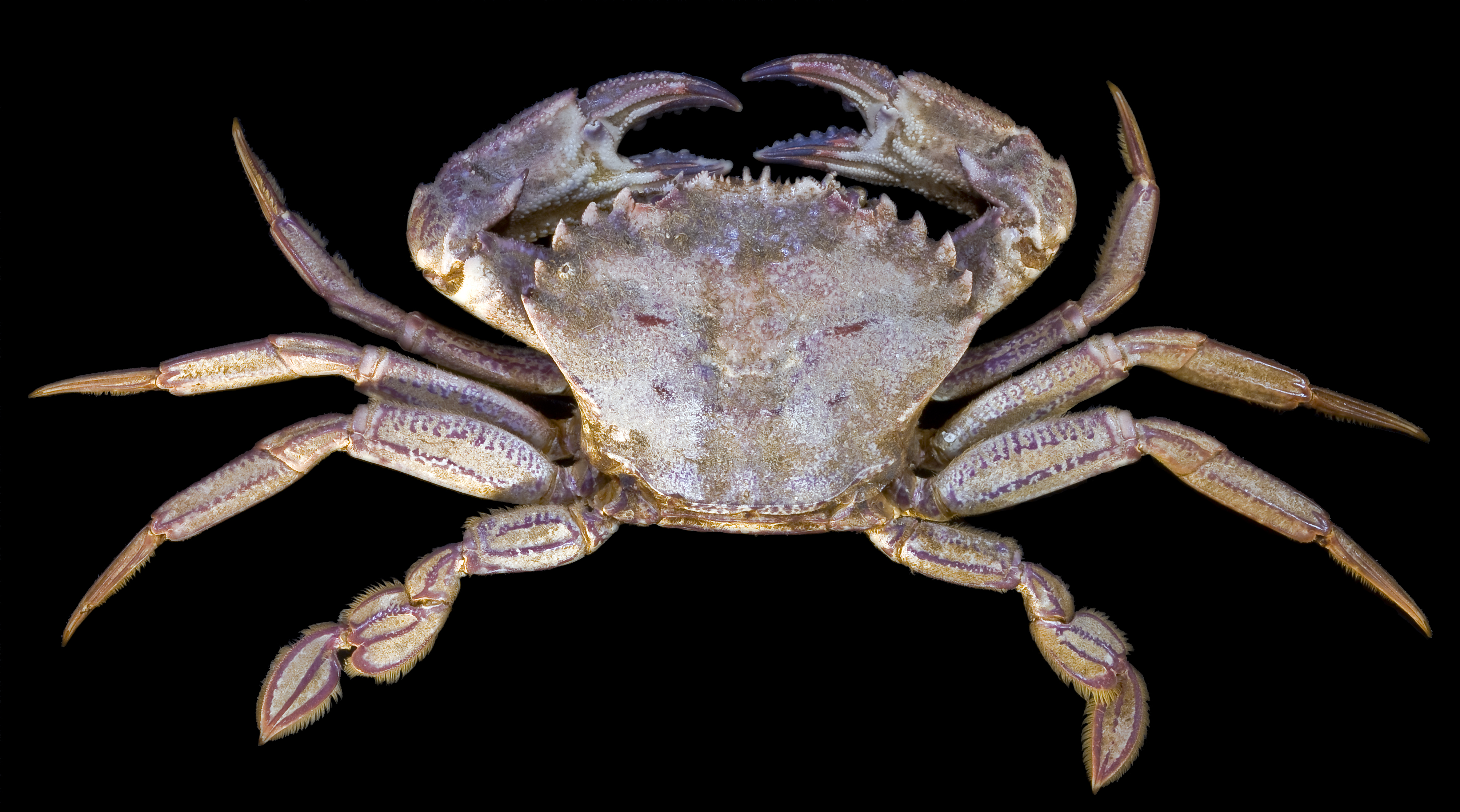
Vue dorsale
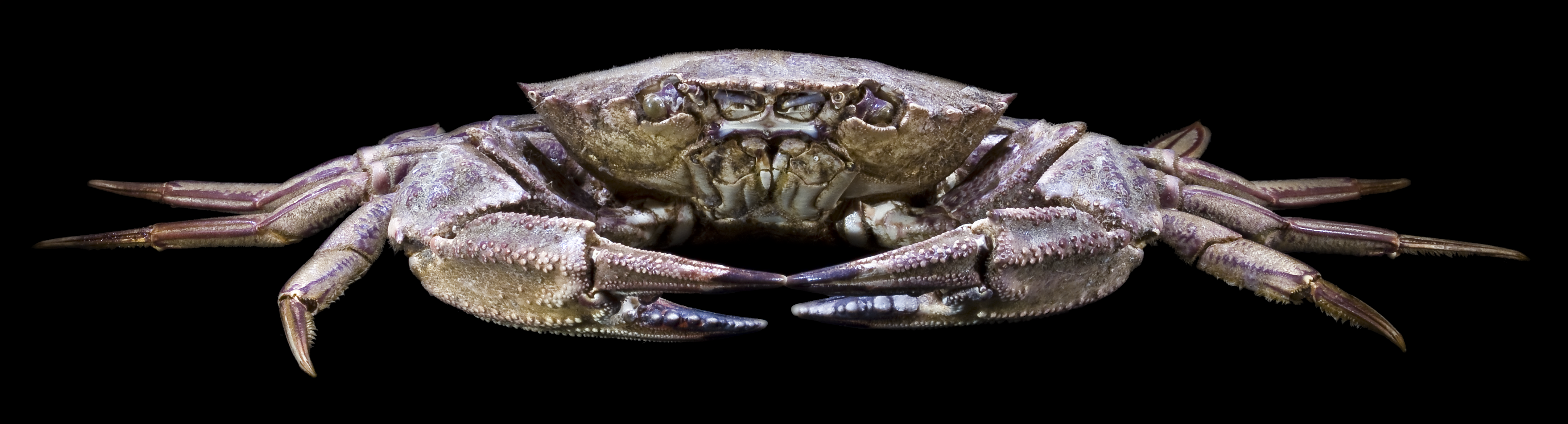
Face
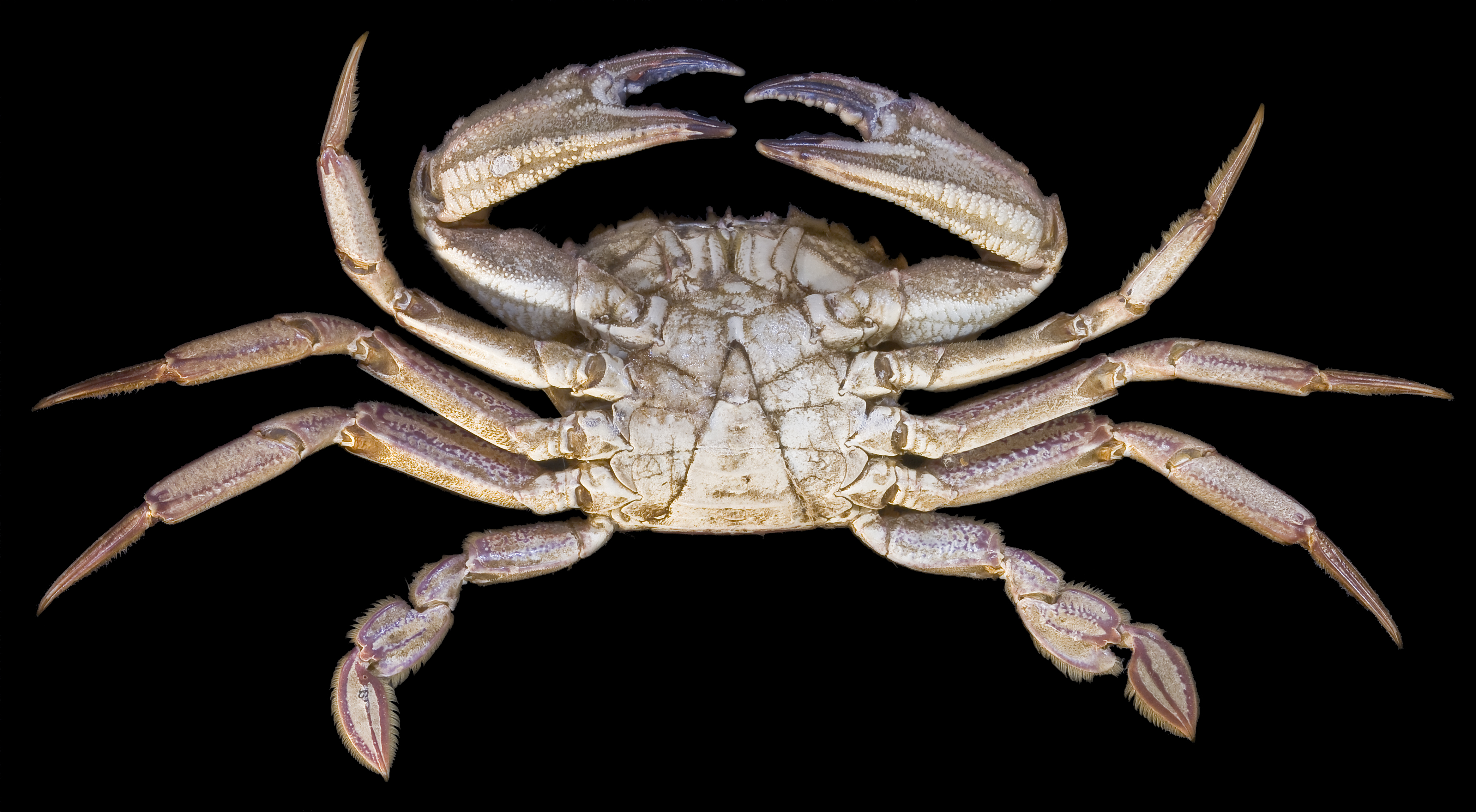
Vue ventrale

## Distribution et habitat
La zone de répartition de l'espèce s'étend le long de la côte Nord-Est de l'océan Atlantique, du sud de la Norvège au Sahara occidental. Elle se retrouve également, dans une moindre mesure, en mer Méditerranée, ainsi qu'en mer Noire.
Elle vit dans les zones sub-littorales des plateaux rocheux, sous les pierres jusqu'à une profondeur d'environ 80 mètres.

## Systématique
L'espèce Necora puber a été décrite par le naturaliste suédois Carl von Linné en 1767, sous le nom initial de Cancer puber.

## Pêche
L'étrille fait partie des crustacés recherchés lors de la pêche à pied; elle est également parfois péchée au casier et commercialisée. 
Il arrive également qu'un banc d'étrilles soit capturé dans un filet ; lors de la relève du filet, il faut faire attention de bien dégager les étrilles une par une sans endommager les pattes.

### Synonymie
- Cancer puber (Linnaeus, 1767) Protonyme
- Polybius puber (Linnaeus, 1767)
- Cancer velutinus (Pennant, 1777)
- Portunus puber (Leach, 1814)
- Macropipus puber (Christiansen, 1969)
- Liocarcinus puber (Ingle, 1980)

### Noms vernaculaires
En Bretagne ou dans le Cotentin : crabe laineux, crabe cerise, crabe nageur, chèvre, portune, anglette, craquenelle.
En pays charentais : batailleur.
Sur l'ile de Noirmoutier : Baleresse
En Provence : Favouille